# Річард Алан Кларк
Річард Алан Кларк (англ. Richard Alan Clarke;  народився 27 жовтня 1950 року, Дорчестер, штат Массачусетс, США) — американський політик і публіцист, колишній радник адміністрації президента США, спеціаліст по боротьбі з тероризмом.
Працював у Державному департаменті США, у 1990-х займався координуванням боротьби з тероризмом, був радником президентів.
Здобув широку популярність за свою роль у діяльності по боротьбі з тероризмом при адміністрації Клінтона і Буша-мол. (контртерористичний «цар»). У березні 2004 року виступив в передачі CBS 60 хвилин, видав мемуари «Проти всіх ворогів: Війна Америки з тероризмом», присвячені його службі в уряді та перед комісією з розслідування терактів 9/11. У всіх трьох випадках Кларк надзвичайно різко відгукнувся про діяльність адміністрації Дж. Буша в боротьбі з тероризмом і звинуватив її в повному ігноруванні загрози від Аль-Каїди перед атаками 11 вересня.

## Біографія
Народився в 1950 році в родині бостонського працівника кондитерського виробництва та медсестри.
Отримав ступінь бакалавра в Пенсільванському університеті (1972, обраний у Sphinx Senior Society).
З 1973 по 1978 рік працював у Пентагоні (DoD) в якості аналітика з питань ядерної зброї і безпеки європейських країн. В 1978 році отримав ступінь магістра з менеджменту в MIT (1978).

## Кар'єра
Працював у Державному департаменті США з 1979 року на посаді провідного аналітика, також брав участь у роботі бюро військово-політичних відносин (PM) до 1985 року. За адміністрації Рейгана (1985-1989) був заступником помічника держсекретаря США з розвідки. В адміністрації Дж. Буша старшого обіймав посаду помічника держсекретаря США з військово-політичних відносин (очолював бюро PM).
У 1992 році став головою Групи антитерористичної безпеки (англ. Counter-terrorism Security Group) і увійшов до складу Ради національної безпеки США, де займався координуванням протитерористичнох діяльності різних агентств. У 1998 році президент Білл Клінтон призначив його на посаду Національного координатора з питань безпеки, захисту інфраструктури й контртероризму.
У 2001 році почав роботу в адміністрації президента Дж. Буша молодшого, ставши спеціальним радником президента в боротьбі з тероризмом, потім — радником президента з питань безпеки в кіберпросторі. Після цього очолив президентську раду по захисту найважливіших об'єктів інфраструктур (President's Critical Infrastructure Protection Board, PCIPB).
Залишив адміністрацію президента в січні 2003 року. Після відставки займався викладанням (інститут державного управління ім. Джона Ф. Кеннеді при Гарвардському університеті), виступав у ЗМІ, публікував книги.
У серпні 2013 року увійшов до складу комісії з нагляду за АНБ та іншими розвідувальними відомствами (англ. Review Group on Intelligence and Communications Technology). Крім нього в комісії ще два колишніх працівника Білого Дому і колишній заступник директора ЦРУ.

## Публікації
- Против всех врагов: война Америки с терроризмом / Against All Enemies: Inside America’s War on Terror, 2004, ISBN 0-7432-6024-4[17][18]
- Об идеях более эффективной контртеррористической политики / Defeating the Jihadists: A Blueprint for Action, 2004 — ISBN 0-87078-491-9
- Ваше правительство подводит вас: разорвать круг бедствий национальной безопасности / Your Government Failed You: Breaking the Cycle of National Security Disasters, 2008. ISBN 978-0-06-147462-0
- Кибервойна: новая угроза национальной безопасности и пути её преодоления[19] / Cyberwar. The Next Threat to National Security and What to Do About It. Richard A. Clarke, Robert K. Knake. — Ecco, HarperCollins — 2010. 290 страниц.[20][21][22][23]
- Как Китай ворует наши секреты / How China Steals Our Secrets, 2012, New York Times[24]